# Алексеевка (Подольский район)
Алексе́евка (укр. Олексі́ївка) — село, относится к Подольскому району Одесской области Украины.
Население по переписи 2001 года составляло 400 человек. Почтовый индекс — 66342. Телефонный код — 4862. Занимает площадь 1,3 км². Код КОАТУУ — 5122980401.

## Местный совет
66342, Одесская обл., Подольский р-н, с. Алексеевка, ул. Космонавтов, 21